# Strangalia attenuata
Strangalia attenuata là một loài bọ cánh cứng trong họ Cerambycidae.

## Hình ảnh

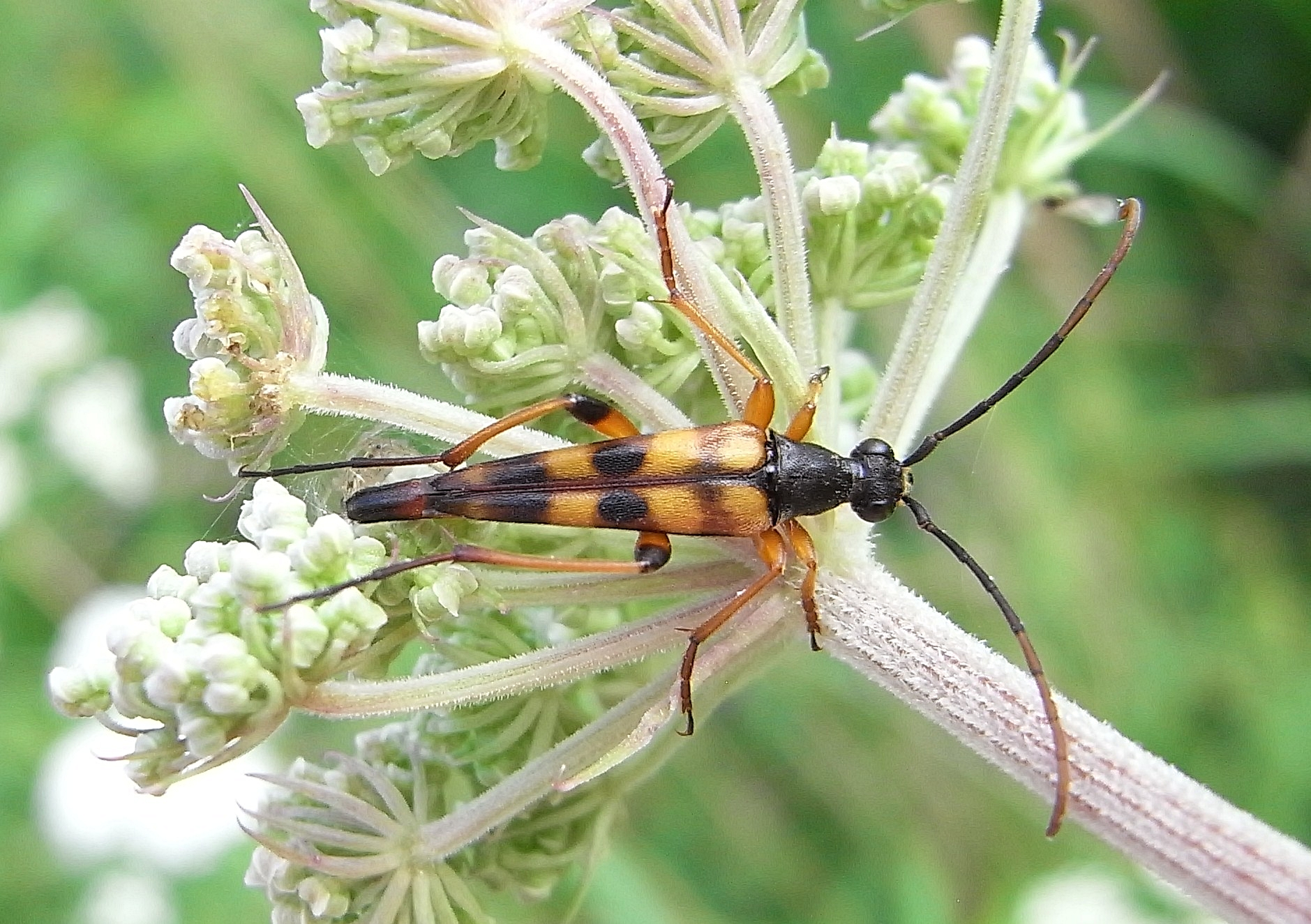
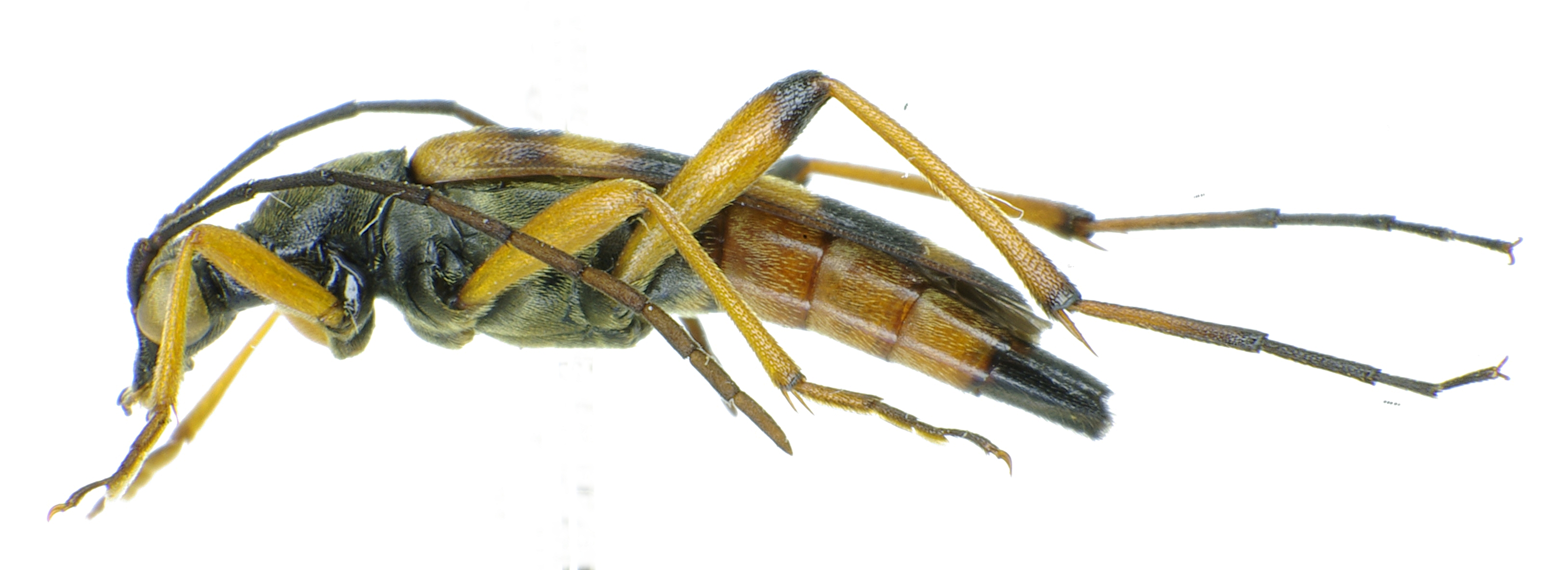
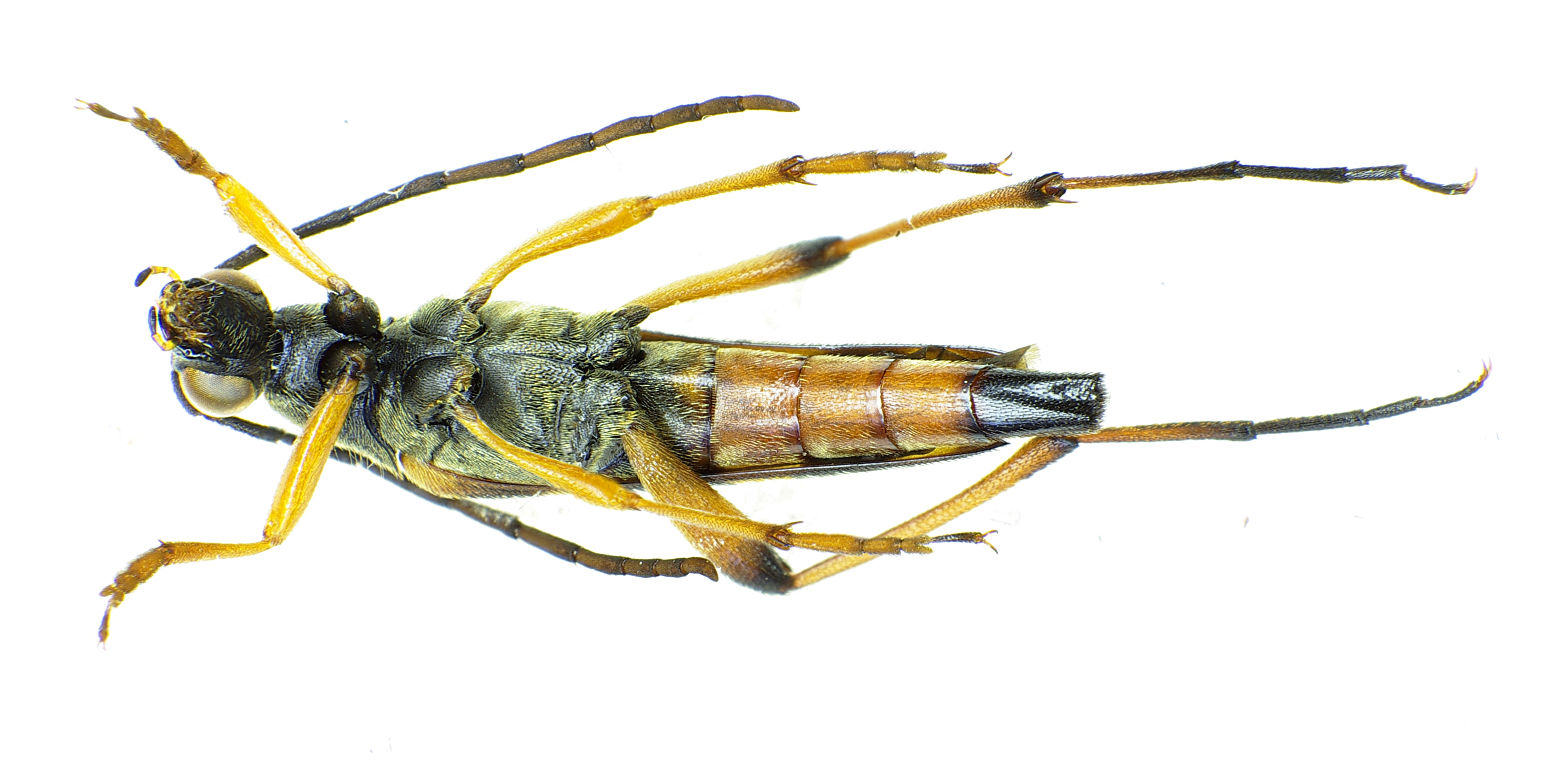
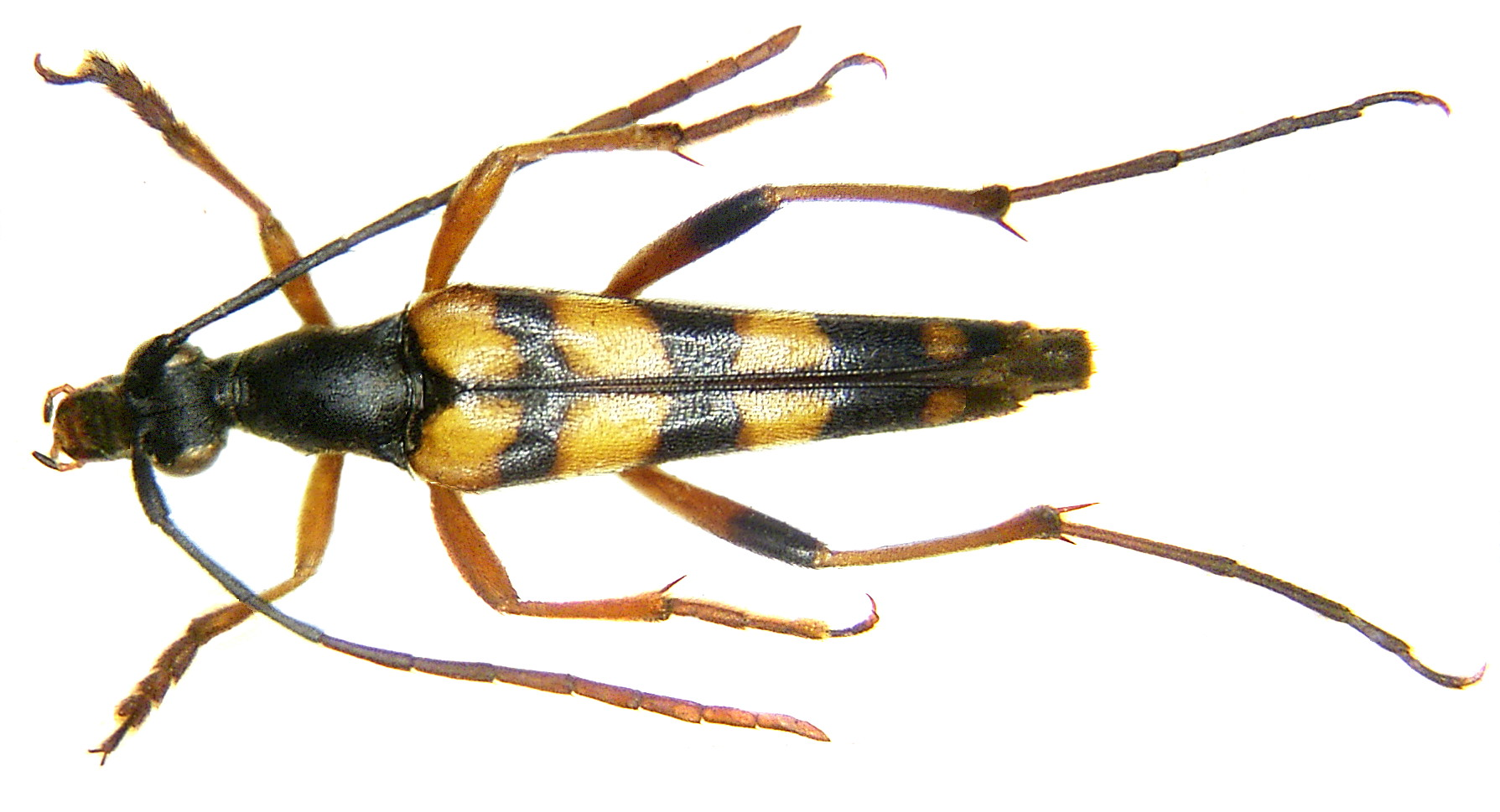